# Petter Heldt
Gustav Petter Heldt, född 6 november 1961 i Sala, är en svensk skådespelare och teaterregissör.

## Biografi
Heldt är uppvuxen i Norrtälje. Han sökte först till Malmö scenskola, men kom inte in. I stället sökte han till Skara Skolscen, där han kom in och studerade under ett år. Han studerade därefter vid Scenskolan i Stockholm och gick ut 1988. Via engagemang i Uppsala hamnade han i Varberg och engagerades i Teater Halland. Där blev han kvar och ingår i den fasta ensemblen.
Han har även haft en del mindre roller i svenska filmer, till exempel som säkerhetsvakt i Steget efter från 2005.

## Filmografi
- 1990 – Den svarta cirkeln (TV-serie)
- 1992 – Blueprint (TV-serie)
- 2005 – Steget efter
- 2006 – En fråga om liv och död (TV-serie)
- 2006 – Hem till byn (TV-serie)

## Teater

### Roller
| År   | Roll     | Produktion                                                               | Regi          | Teater         |
| ---- | -------- | ------------------------------------------------------------------------ | ------------- | -------------- |
| 1997 |          | Den girige (L'Avare) Molière                                             | Stefan Ridell | Teater Halland |
| 2003 |          | Familjen Bra Joakim Pirinen                                              |               | Teater Halland |
| 2004 | Estragon | I väntan på Godot (En attendant Godot) Samuel Beckett                    | Stefan Ridell | Teater Halland |
| 2007 |          | Tolvskillingsoperan (Die Dreigroschenoper) Bertolt Brecht och Kurt Weill |               | Teater Halland |
| 2008 |          | Miraklet i Ullared                                                       |               | Teater Halland |
| 2008 |          | Malla Handlar                                                            | Petter Heldt  | Teater Halland |
| 2008 |          | Ålderdomshemmet                                                          | Petter Heldt  | Teater Halland |
| 2008 |          | Om kärleken                                                              |               | Teater Halland |
| 2009 |          | Blodsbröllop (Bodas de Sangre) Federico García Lorca                     |               | Teater Halland |
| 2010 |          | Bättre utan hund                                                         |               | Teater Halland |

### Regi
| År   | Produktion      | Upphovsmän | Teater         |
| ---- | --------------- | ---------- | -------------- |
| 2006 | Pappa sover     |            | Teater Halland |
| 2007 | Korri Pirri     |            | Teater Halland |
| 2008 | Ålderdomshemmet |            | Teater Halland |
| 2008 | Malla handlar   |            | Teater Halland |